# Treat
Treat est une commune de la wilaya d'Annaba en Algérie.

## Géographie
La commune de Treat est située à l'ouest de la wilaya d'Annaba. Elle est bordée au sud par la plaine sableuse de l'Oued el Kébir (complexe de zones humides de Guerbès-Senhadja) et au nord par le massif forestier de la péninsule de l'Edough.
Le territoire de la commune est reparti essentiellement entre l'agglomération urbaine entourée de terres de cultures maraichères et des espaces de pâturages.
| El Marsa (wilaya de Skikda)   | Chetaïbi |              |
| Ben Azzouz (wilaya de Skikda) | Treat    | Oued El Aneb |
|                               | Berrahal |              |

## Administration

### Jumelages
- Tát (Hongrie)[réf. nécessaire]
- Bois (Charente-Maritime) (France)[réf. nécessaire]
- Domino (Californie) (États-Unis)[réf. nécessaire]